# Đơn vị nhiệt Anh
BTU (viết tắt của tiếng Anh British thermal unit, tức đơn vị nhiệt Anh) là một đơn vị năng lượng sử dụng ở Hoa Kỳ. Nó cũng có thể được bắt gặp ở Vương quốc Anh, trong ngữ cảnh các hệ thống làm lạnh và sưởi ấm kiểu cũ. Trong hầu hết các nơi khác, nó đã được thay thế bởi đơn vị năng lượng SI, joule (J).
Ở Hoa Kỳ, "BTU" được sử dụng để mô tả giá trị nhiệt (năng lượng) của nhiên liệu, và cũng để mô tả công suất của các hệ thống sưởi ấm và làm lạnh, như lò sưởi, lò sấy, lò nướng và điều hòa nhiệt độ. Khi sử dụng như một đơn vị công suất, mặc dù vẫn được viết tắt là "BTU" nhưng khái niệm này cần được hiểu là BTU trên giờ (BTU/h).

## Các định nghĩa
Một Btu được định nghĩa là nhiệt lượng cần thiết để tăng nhiệt độ của một pound nước lên một độ Fahrenheit. 143 Btu là nhiệt lượng cần thiết để làm tan chảy 1 pound băng. Trong trường hợp với calorie, có rất nhiều định nghĩa về Btu, dựa trên các nhiệt độ nước khác nhau và sai khác khoảng 0.5%:
| Tên            | Giá trị (J)     | Các chú ý |
| -------------- | --------------- | --- |
| 39°c           | ≈ 1059.67       | Sử dụng giá trị calorie của nước ở tỷ trọng lớn nhất (4 °C) |
| Mean           | ≈ 1055.87       | Sử dụng calorie trung bình với nhiêt độ nước từ 0 °C đến 100 °C |
| IT             | ≡ 1055.05585262 | Btu phổ biến nhất, sử dụng International [Steam] Table (IT) calorie, được Hội nghị Quốc tế lần thứ năm về đặc tính của hơi nước (Luân Đôn, tháng 7 1956) định nghĩa chính xác là 4.1868 J |
| ISO            | ≡ 1055.056      | Tiêu chuẩn quốc tế ISO 31-4 về Các con số và các đơn vị – Phần 4: Nhiệt, Phụ lục A. Giá trị này sử dụng IT calorie và được làm tròn tới một độ chính xác thực.                            |
| 59°F           | ≡ 1054.804      | Được sử dụng chủ yếu ở Hoa Kỳ. Sử dụng 15 °C calorie, nó được định nghĩa chính xác là 4.1855 J (Comité international 1950; PV, 1950, 22, 79-80)                                           |
| 60°F           | ≈ 1054.68       | Được sử dụng chủ yếu ở Canada |
| 63°F           | ≈ 1054.6        | |
| Thermochemical | ≡ 1054.35026444 | Uses the "thermochemical calorie" of exactly 4.184 J |

## Các giá trị chuyển đổi
Một BTU xấp xỉ với:
- 1.054–1.060 joule.
- 252–253 cal (calorie)
- 0,252–0,253 kcal (kilocalorie)
- 778–782 ft·lbf (foot-pounds-force)

Các chuyển đổi khác:
- Trong khí ga thiên nhiên, 1 MMBtu (1 triệu Btu, đôi lúc còn được viết là "mmBTU") = 1,054615 GJ. Ngược lại, 1 gigajoule tương đương với 26,8 m³ khí ga tự nhiên ở nhiệt độ và áp suất xác định.

## Các đơn vị liên quan
Đại lượng BTU trên giờ (BTU/h) là đơn vị năng lượng phổ biến liên quan với BTU.
- 1 watt xấp xỉ 3,41214 Btu/h[1]
- 1000 BTU/h xấp xỉ 0,293071 kW
- 1 sức ngựa xấp xỉ 2511,34 BTU/h
- 12.000 BTU/h được gọi là "ton of cooling" trong phần lớn các ứng dụng điều hòa không khí của Bắc Mỹ. Đây là năng lượng cần thiết để làm đông đặc một short ton (0,893 long tons; 0,907 t) nước thành băng trong 24h.

Khái niệm therm được định nghĩa ở Hoa Kỳ và Liên minh châu Âu EU là 100.000 BTU – nhưng Hoa Kỳ sử dụng BTU59 °F trong khi đó EU sử dụng BTUIT. Một đơn vị gọi là quad (viết tắt của triệu lũy thừa bốn) được định nghĩa là 1015 BTU, khoảng một exajoule (1.055×1018 J). Quads thỉnh thoảng được sử dụng ở Hoa Kỳ để biểu diễn cho lượng tiêu thụ năng lượng hàng năm của các nền kinh tế lớn: ví dụ, nền kinh thế Hoa Kỳ sử dụng khoảng 94.2 quads trong năm 1997.  Lưu trữ ngày 28 tháng 9 năm 2006 tại Wayback Machine.
Không nên nhầm lẫn BTU với Board of Trade Unit (B.O.T.U.), với lượng năng lượng lớn hơn.